# 无筋扩展基础
无筋扩展基础是基础的一种做法，指由砖、毛石、混凝土或毛石混凝土、灰土和三合土等材料组成的墙下条形基础或柱下独立基础。无筋扩展基础适用于多层民用建筑和轻型厂房。刚性基础也称为无筋扩展基础。由于这些刚性材料的特点，基础剖面尺寸必须满足刚性条件的要求，即对基础的出挑宽度b和高度H之比进行限制，以保证基础在此夹角范围内不因受弯和受剪而破坏。该夹角称为刚性角。如灰土基础，砖基础、毛石基础、混凝土基础等各材料的刚性基础大放脚应满足刚性基础台阶宽高比的规范得允许值。